# Susuacanga octoguttata
Susuacanga octoguttata là một loài bọ cánh cứng trong họ Cerambycidae.